# Samenwerkingsprocedure
De samenwerkingsprocedure was een wetgevingsprocedure van de Europese Unie. De procedure (artikel 252 van het EG-Verdrag) werd ingesteld bij de Europese Akte (1986). Hierdoor kon het Europees Parlement op het wetgevingsproces meer invloed uitoefenen door een "dubbele lezing". Aanvankelijk werd het toepassingsgebied van deze procedure bij het Verdrag van Maastricht sterk uitgebreid, maar vervolgens heeft het Verdrag van Amsterdam dat gedeeltelijk weer ongedaan gemaakt door de voorkeur te geven aan de medebeslissingsprocedure (artikel 251 van het EG-Verdrag). Zo is de samenwerkingsprocedure voortaan nog uitsluitend van toepassing op het gebied van de Economische en Monetaire Unie.

## Werking
De samenwerkingsprocedure wordt altijd ingeleid met een voorstel van de Europese Commissie aan de Raad en het Europees Parlement. In eerste lezing brengt het Parlement advies uit over het voorstel van de Commissie. De Raad stelt vervolgens met gekwalificeerde meerderheid van stemmen een gemeenschappelijk standpunt vast, dat tezamen met alle nodige informatie en de redenen die de Raad hebben geleid tot het vaststellen van het gemeenschappelijk standpunt, aan het Parlement wordt toegezonden. Het Parlement behandelt dit gemeenschappelijk standpunt in tweede lezing en kan het gemeenschappelijk standpunt binnen een termijn van drie maanden goedkeuren, amenderen of verwerpen. In de laatste twee gevallen moet dat gebeuren met volstrekte meerderheid van zijn leden. Indien het voorstel door het Parlement wordt verworpen, kan de Raad in tweede lezing slechts met eenparigheid van stemmen besluiten.
De Commissie behandelt dan het voorstel op basis waarvan de Raad zijn gemeenschappelijk standpunt heeft vastgesteld, opnieuw en legt haar voorstel voor aan de Raad, waarbij het haar vrijstaat de door het Parlement voorgestelde amendementen over te nemen of te verwerpen.
Binnen een termijn van drie maanden kan de Raad het opnieuw behandelde voorstel met gekwalificeerde meerderheid van stemmen aannemen, het voorstel met eenparigheid van stemmen wijzigen of de niet door de Commissie overgenomen amendementen, eveneens met eenparigheid van stemmen, goedkeuren.
In de samenwerkingsprocedure kan de Raad altijd een veto uitspreken door te weigeren zich uit te spreken over de door het Europees Parlement voorgestelde amendementen of over het gewijzigde voorstel van de Commissie, en zo de wetgevingsprocedure blokkeren.

## Afschaffing van de procedure
Met het Verdrag van Lissabon verdween deze procedure.